# Josep Maria Ripoll i Peña
Josep Maria Ripoll i Peña   (Barcelona, 31 de maig de 1962) és un escriptor català.

## Biografia
Llicenciat en filologia espanyola i en filologia catalana i catedràtic d'institut, ha publicat reculls de poesia i articles de crítica literària. Va ser coordinador de la revista Fragments (1982-1986) i és un dels poetes fundadors del grup Papers de Versàlia, que ha publicat una sèrie de plaquetes de poesia, la col·lecció de llibres Zona Blanca i els volums Quaderns de Versàlia, dedicats fins ara a Rainer Maria Rilke, Emily Dickinson, Giuseppe Ungaretti, W. H. Auden i Paul Éluard. L'any 2009 va ser convidat per l'Alliance Française de Sabadell i Cafè Central al 10è Marché de la Poésie de Mont-real. Ha exercit com a crític literari a Avui, Diari de Barcelona, La Vanguardia, El Observador, El Temps i Lletra de canvi, i actualment ho fa a Serra d'Or. Actualment també exerceix de professor de llengua catalana i literatura a l'Institut Vallès de Sabadell, ciutat on viu.

## Obra
A l'obra poètica de Josep Maria Ripoll hi abunden les referències, provinents de vegades dels mons del cinema i de la pintura. Abraça motius que van des de l'amor i l'erotisme fins a la vida contemplativa amb un lirisme dolorós o indignat, si bé sovint des d'una distància humorística que no exclou la ironia sobre el propi jo poètic. En una de les plaquetes col·lectives de Papers de Versàlia dedicada als epitafis, va deixar escrit el seu: “Ara que ja m’he fet només silenci,/ tot el que de mi queda són paraules”.

### Poesia
- Homenatges i sàtires, edició privada, Sabadell 2002.
- Dels marges, Papers de Versàlia, Sabadell 2004.
- Dir, Proa, Barcelona 2009, Premi Ciutat de Terrassa Agustí Bartra 2008.
- Dins la gola de la guineu/ Dans la gueule du renard. Poetes catalans i quebequesos, Emboscall editorial, Alliance Française i Cafè Central, Les Franqueses del Vallès 2009.
- Entre una riba i l'altra. Poemes de Josep Maria Ripoll, gravats d'Assumpció Oristrell, Sabadell, 2012.

### Altres
- Les novel·les de Joan Vilacasas, Quaderns d'arxiu, Fundació Bosch i Cardellach, Sabadell, 2002.
- Paisatge urbà, amb Antoni Dalmases i Pardo i Carme Forcadell i Lluís, Columna i Generalitat de Catalunya 1994.
- Heterodòxies, Edicions de La Magrana, Barcelona 1995, introducció i selecció de textos (Santiago Rusiñol i Prats, Eugeni d'Ors, Josep Carner i Puig-Oriol, J.V. Foix, Francesc Trabal i Benessat, Joan Brossa i Cuervo, Guillem Viladot i Puig, Josep Pla i Casadevall, Joan Perucho i Gutiérrez, Jordi Sarsanedas i Vives, Pere Gimferrer i Torrens, Miquel Bauçà Rosselló).
- Guia de lectura a: Pere Quart, Antologia, Proa, Barcelona 1999.
- Introducció, notes i comentaris a: Joan Salvat-Papasseit, L'irradiador del port i les gavines, Teide, Barcelona 2007.

### Articles destacats
- Joan Oliver en el llibre col·lectiu Literatura catalana contemporània, Edicions de la Universitat Oberta de Catalunya/ Edicions Proa, Barcelona, 1999.
- Màrius Sampere: raons d'una recuperació el llibre col·lectiu L'única certesa… Primer Simposi Màrius Sampere, Ajuntament de Santa Coloma de Gramenet i Publicacions de l'Abadia de Montserrat, 2008.
- El teixit contra la barbàrie: "El corb" i "El cementiri marí" per Xavier Benguerel, a '*'Quaderns: Revista de traducció, Universitat Autònoma de Barcelona, núm. 16, 2009.
- Gabriel Ferrater: influència personal i literària, a la revista digital Veus baixes, número 0, 2012.